# 艾夫特琳
艾夫特琳 （Efteling）是 荷兰卡茨赫佛爾的一个大型主題公園，於1952年5月31日正式开放，多数以西方寓言故事的內容作为主题。

## 主题、历史、景区

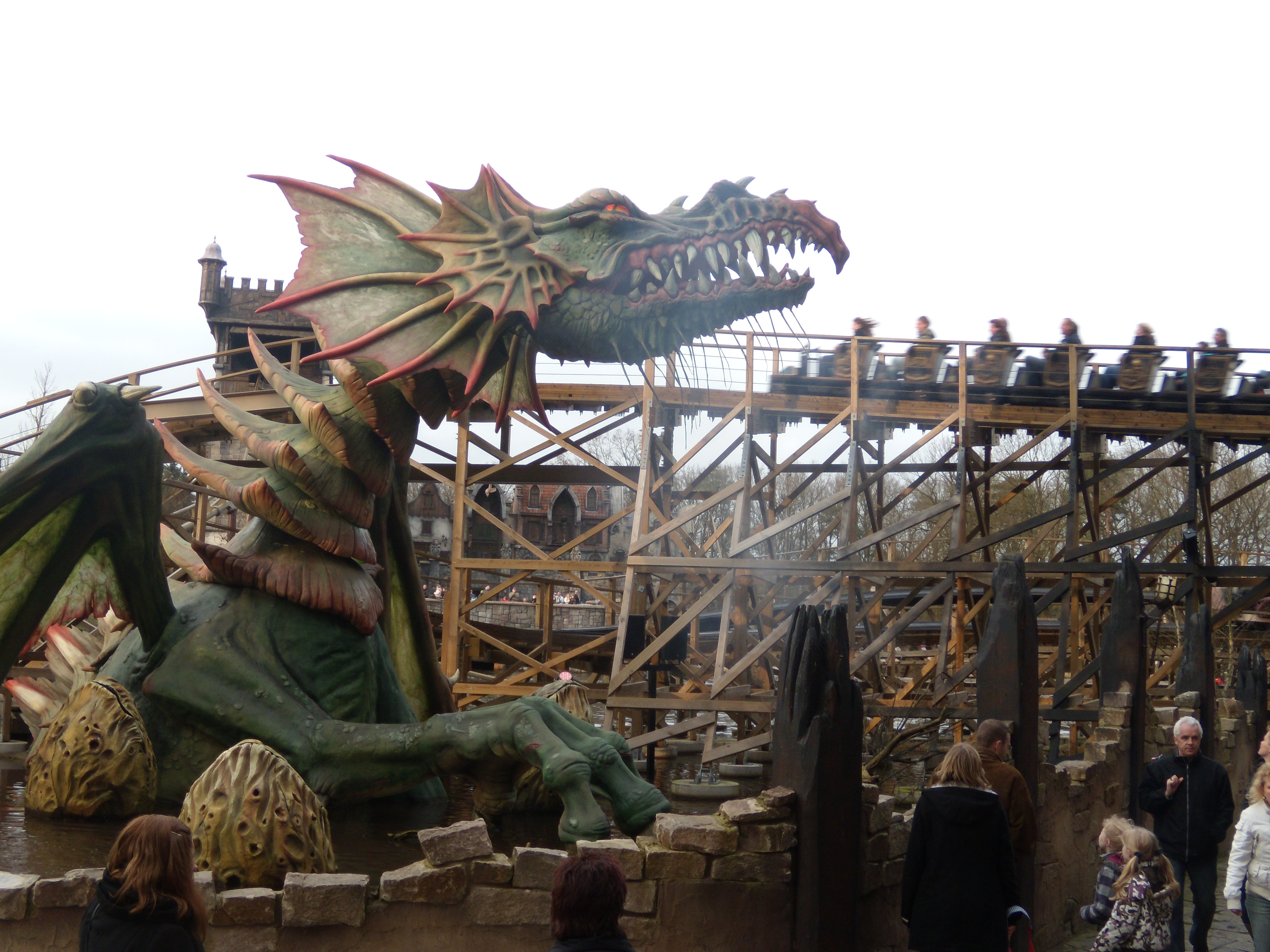
雲霄飛車 乔治与恶龙 (Joris en de Draak)。

「陽光之城」埃因霍恩Kaatsheuvel鎮上的艾夫特琳 童話世界，就是一個讓你的夢想會成真的地方，這座以著名童話題材為主題的樂園，占地有七十二公頃，是全歐洲第二大的遊樂園，園內有小精靈王國、夢幻王國、冒險王國和旅行王國，也有鬧鬼的恐怖城堡、被詛咒的莊園等主題館，戶外還有蒸氣小火車可帶著你駛進夢幻的世界裡，而的艾夫特琳劇場，每天上演著充滿娛樂性的神奇魔術秀讓大人小孩全都傻了眼。
小精靈王國是一個充滿幻想的國度，每一個你所熟悉或不熟悉的童話故事，都活了起來，天方夜譚裡的魔毯在這裡真的飛起來了，紅色的舞鞋也隨著音樂自己跳起舞，還有居住著八個小矮人的歡笑王國等，每一個場景都是激發你想像無限飛翔的天地，比看哈利波特還過癮。夢幻王國和冒險王國有各種刺激的遊樂設施，旅行王國引領你走進內心深處的夢想和慾望。艾夫特琳是一个以童话故事为主题的公园，它在几年前被国际评审团评为是欧洲最佳主题公园。
艾夫特琳童话乐园占地面积是原来的加利福尼亚迪士尼乐园的两倍，也比加利福尼亚迪士尼乐园早三年开业。艾夫特琳是世界上最早的主题公园之一。上世纪50年代曾有传言说美国迪士尼乐园的建造也受到过它的启发。尽管这个公园获得过许多国际奖项，每年吸引数百万的游客，它仍然独具荷兰特色，并没有趋于迎合欧洲大市场的口味。艾夫特琳始终保持了它的纯和真。
提到主题公园，很少人会注意到荷兰，但其实荷兰才是主题公园的发源地。艾夫特琳童话乐园正式开放于1952年，它是世界上年代最久远的主题公园之一，也是在荷兰同类主题公园中最大的公园。
艾夫特琳主题公园附近的酒店－ 四星级酒店。全年开放。欢迎你一年里的任何一天造访 艾夫特琳。以游客人数来说 艾夫特琳 是在荷比卢地区最受欢迎的主题公园。2009年 艾夫特琳 迎来了第一百万名游客。

## 歷史

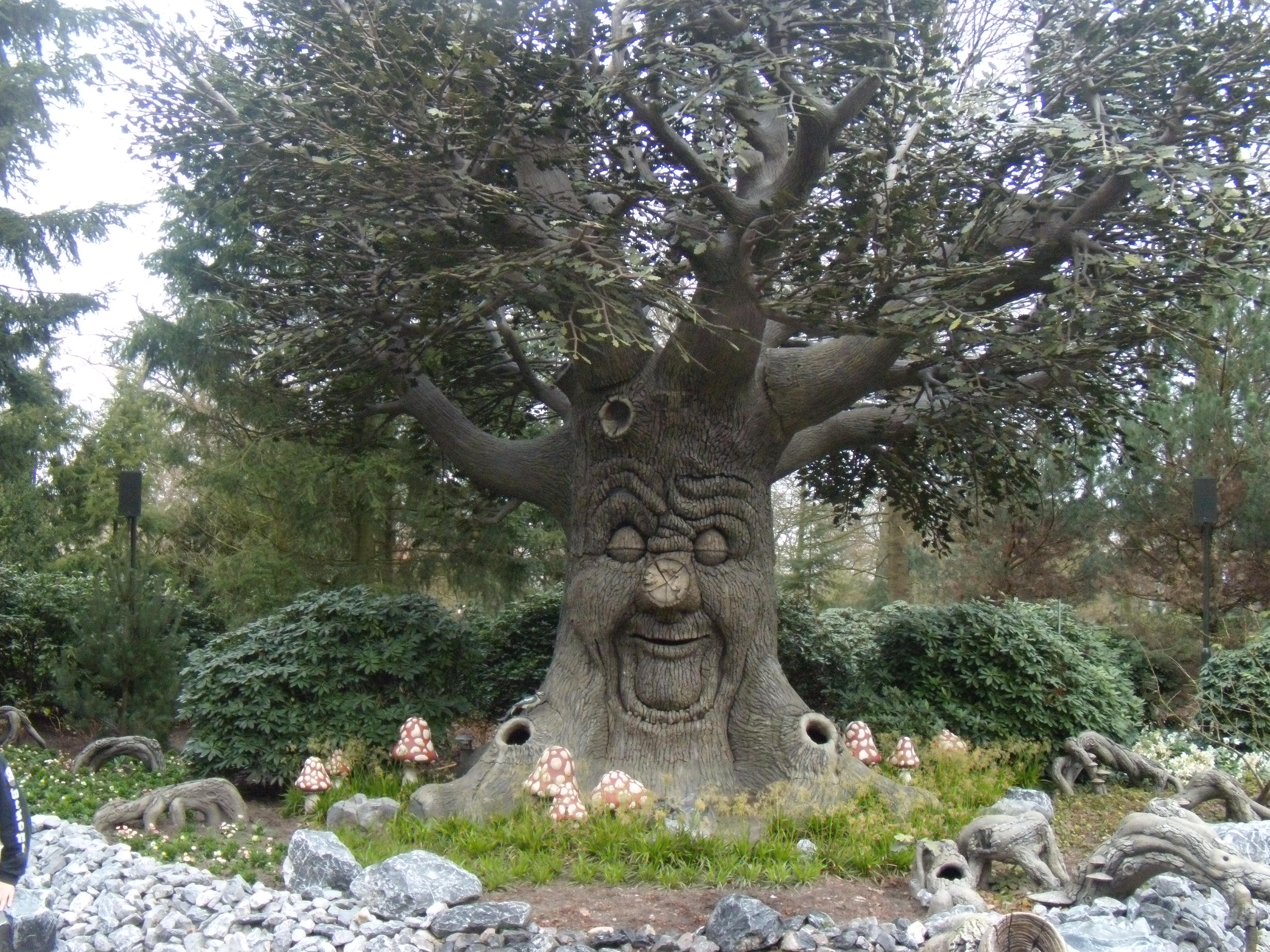
树木相互聊天。的童话森林里；
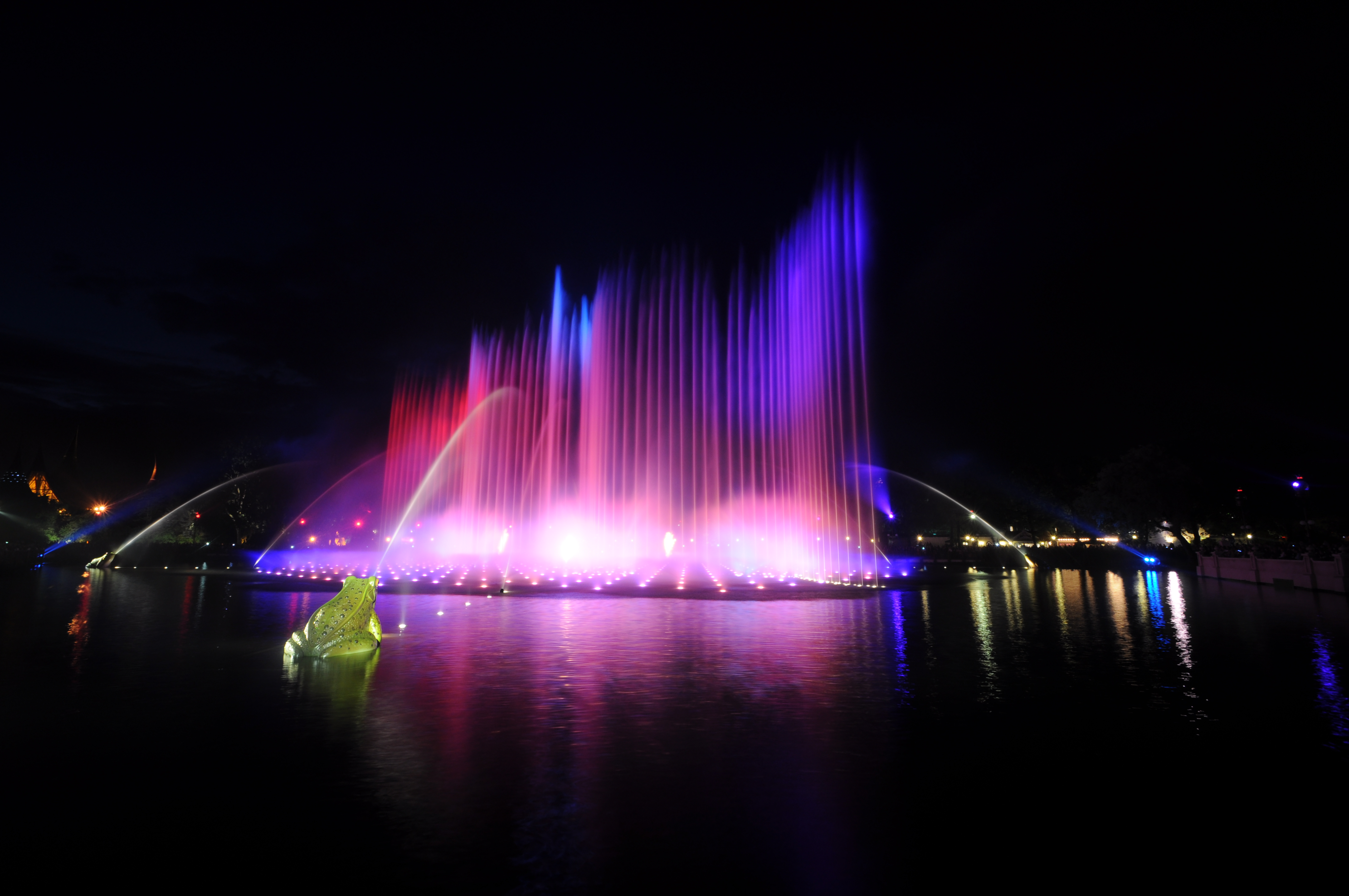
音乐喷泉 Aquanura
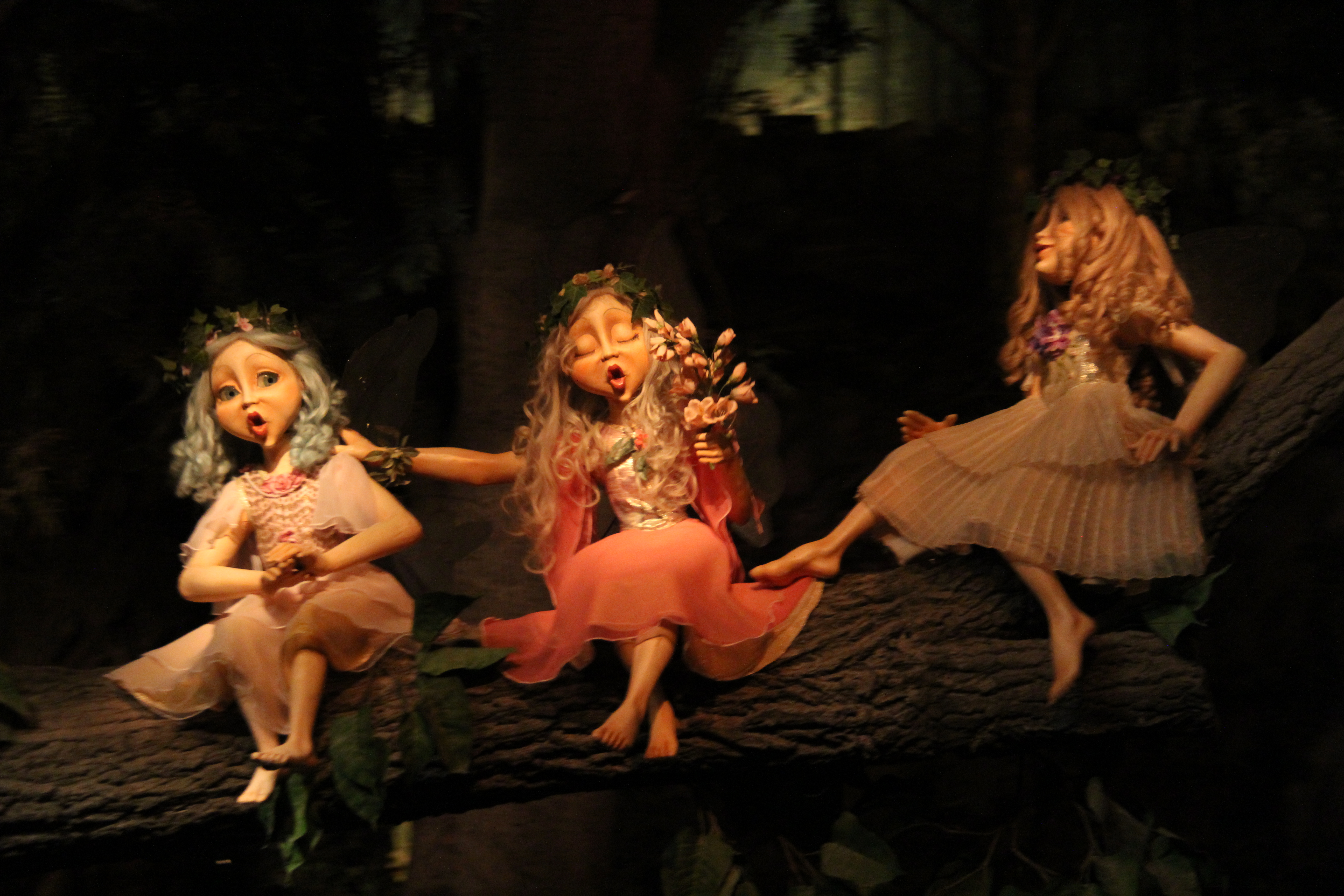
‘梦幻旅程’ (Droomvlucht)
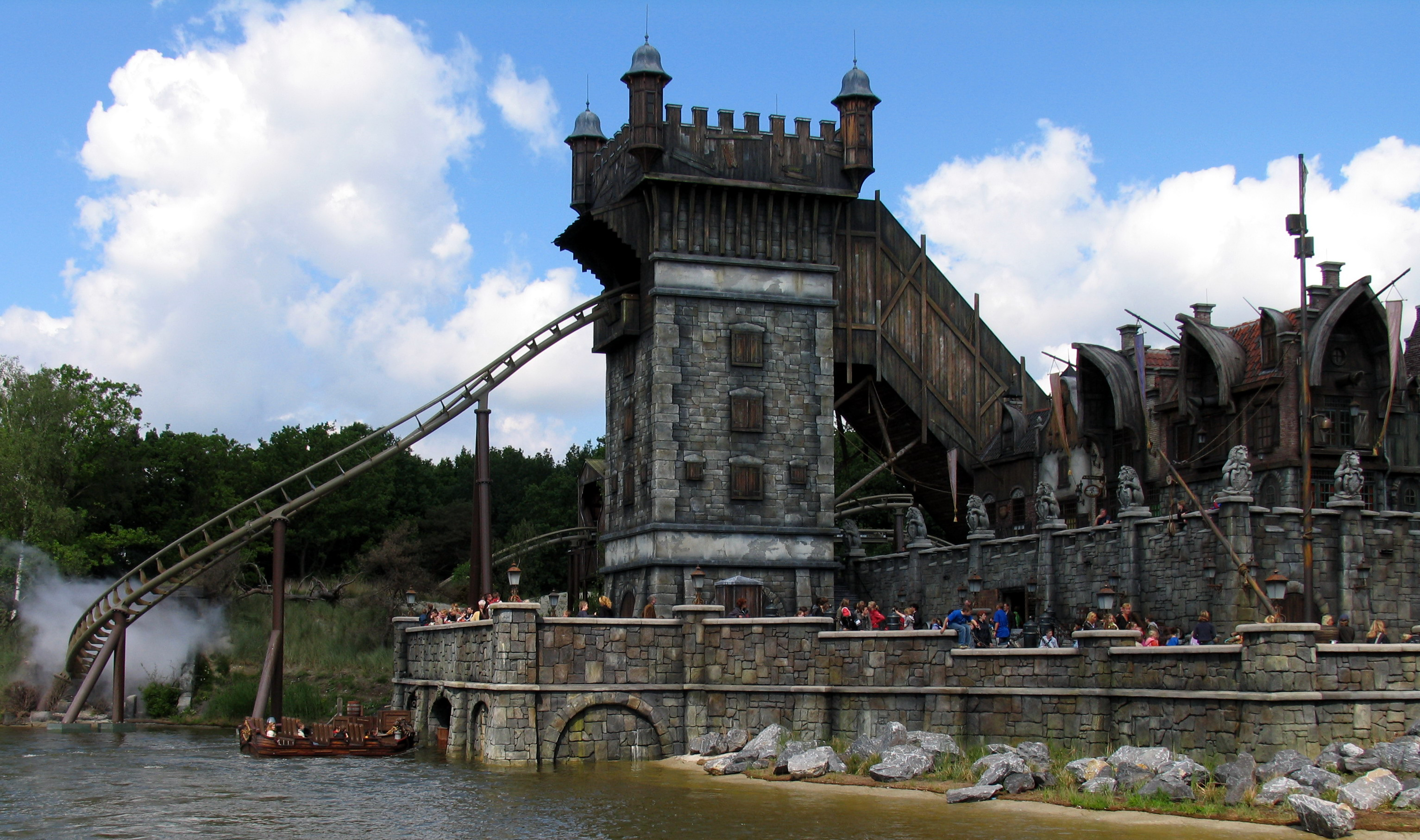
雲霄飛車 荷兰船只‘漂泊的荷兰人’ Vliegende Hollander (飞翔的荷兰人)
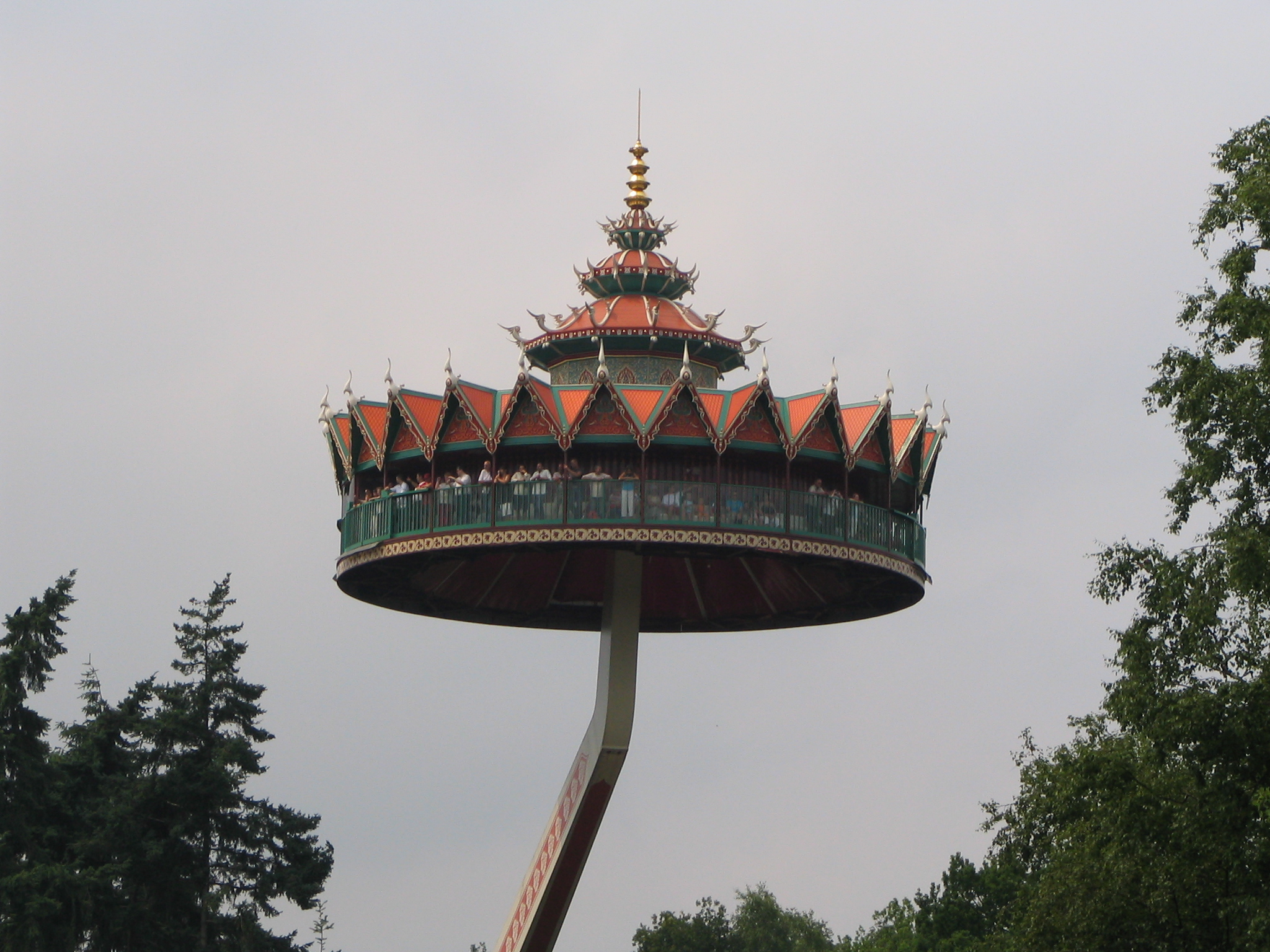
塔 (Pagode)
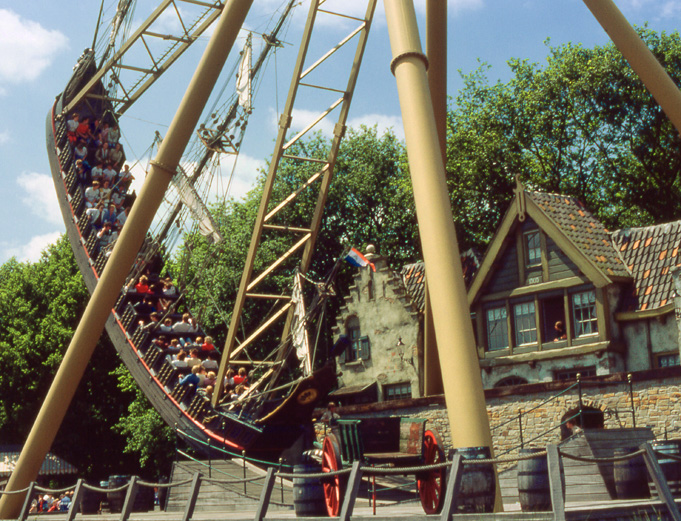
海盜船遊戲 半月 (Halve Maen)
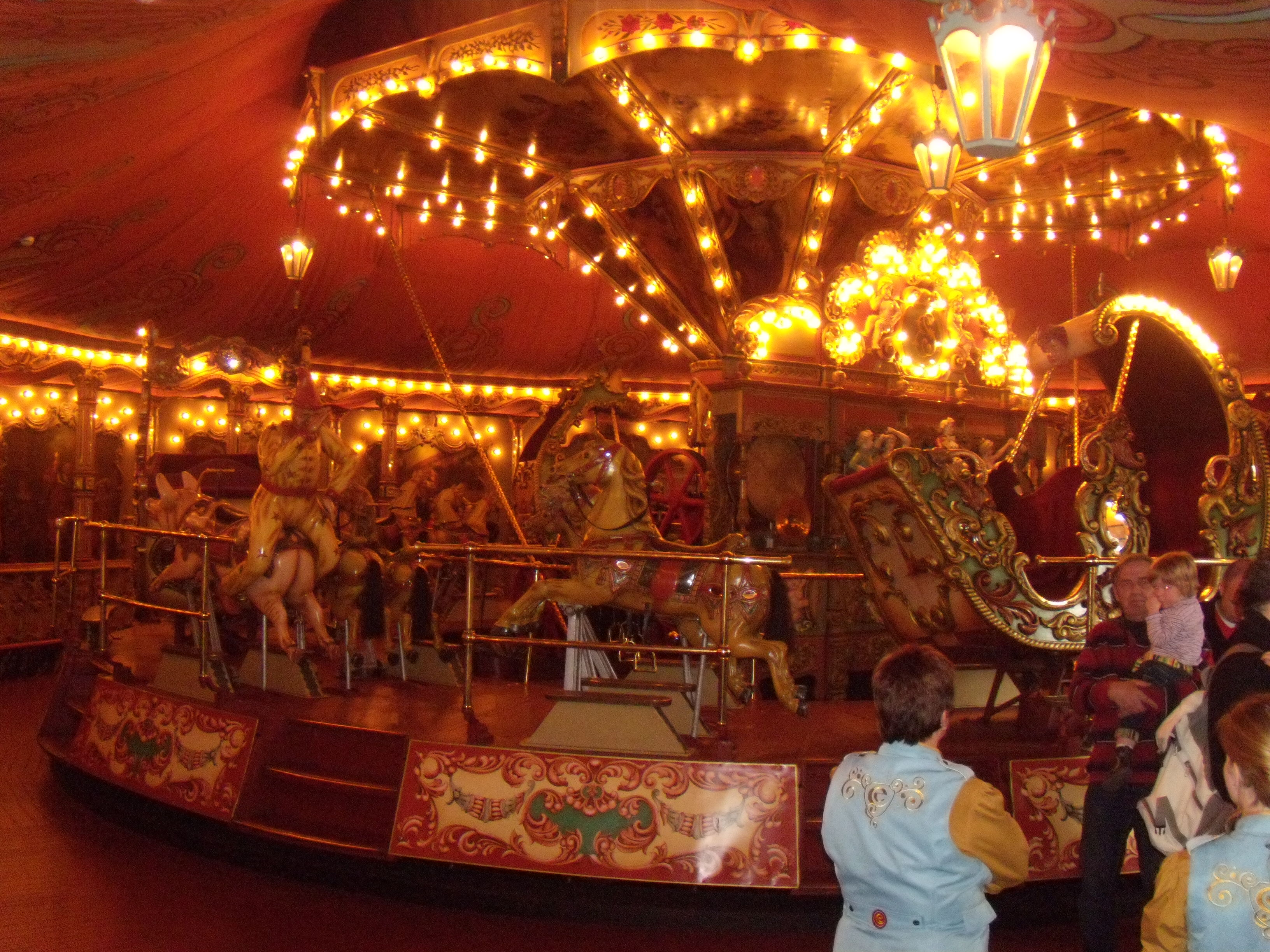
以蒸汽推動的旋轉木馬 (Stoomcarrousel)
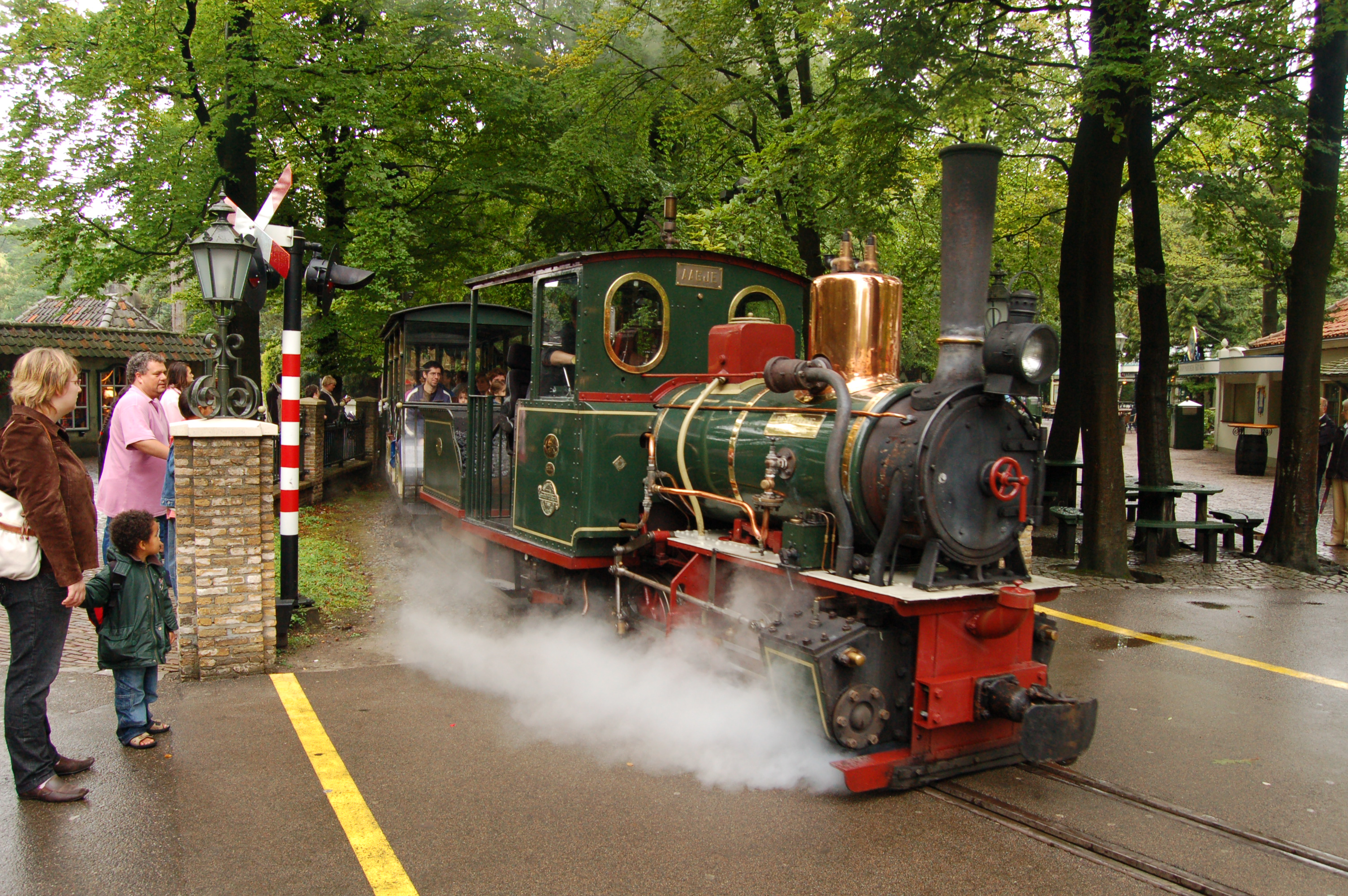
蒸汽火車 (Stoomtrein)
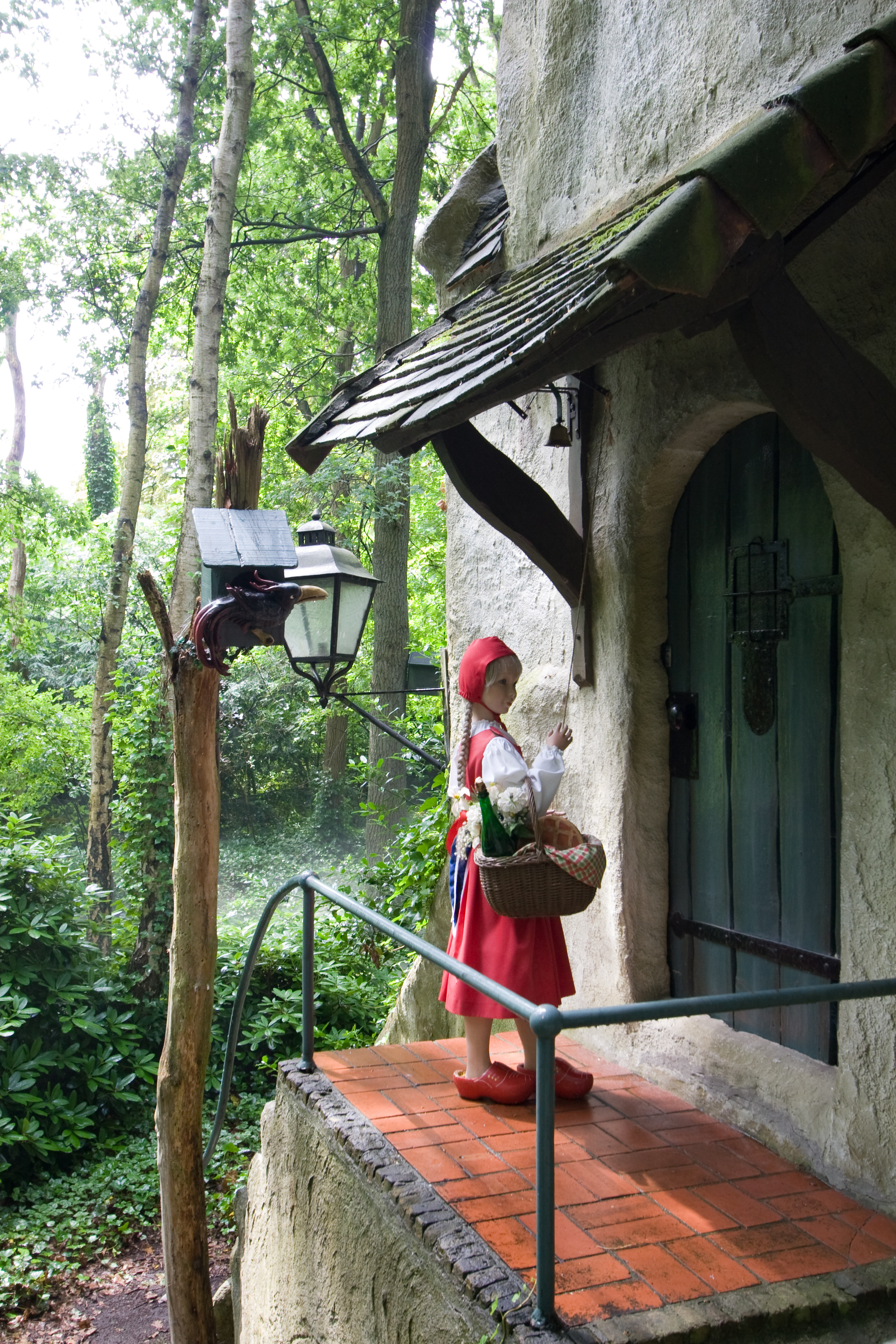
小红帽 的童话森林里；
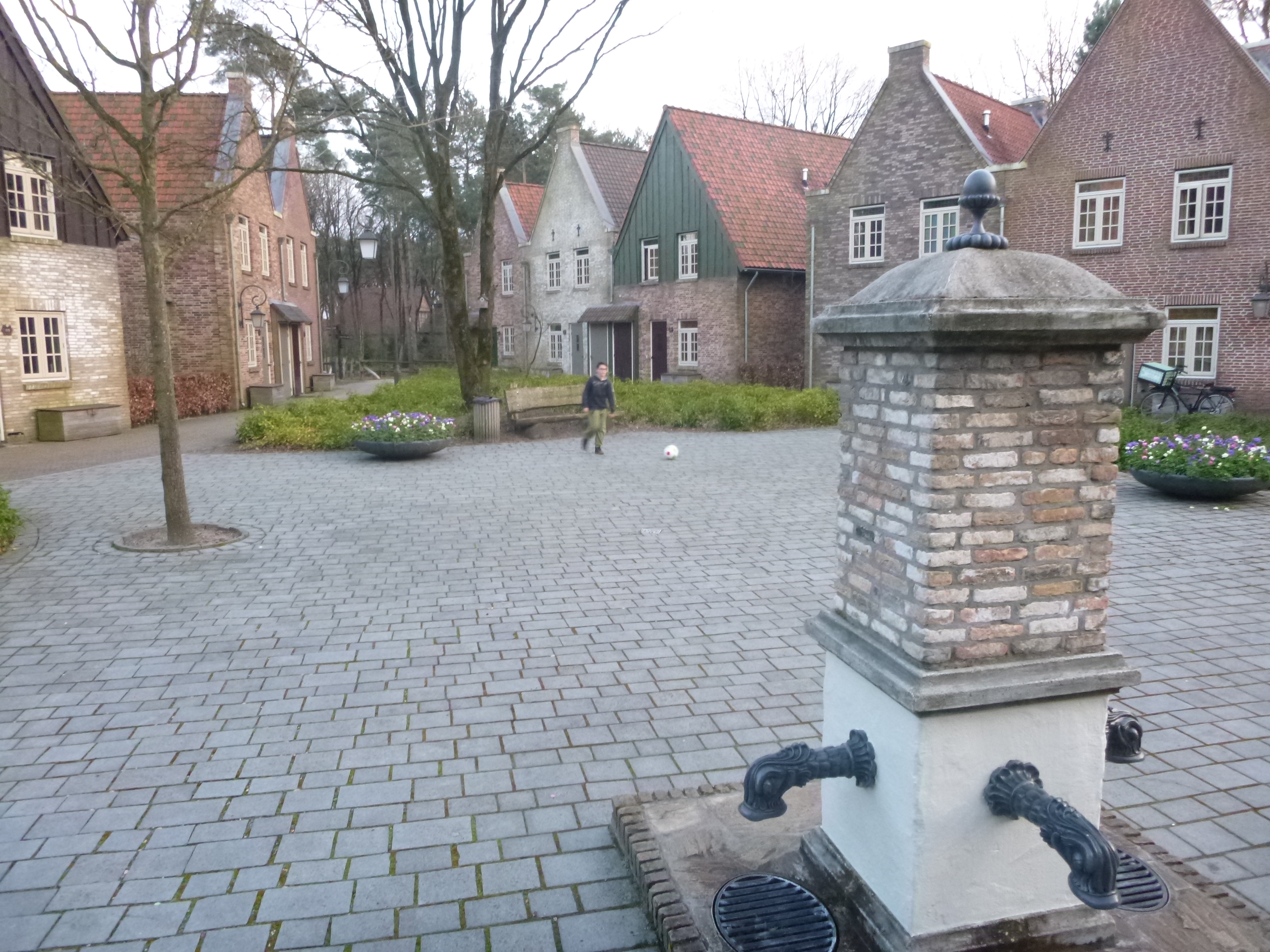
艾夫特琳 Bosrijk 村庄
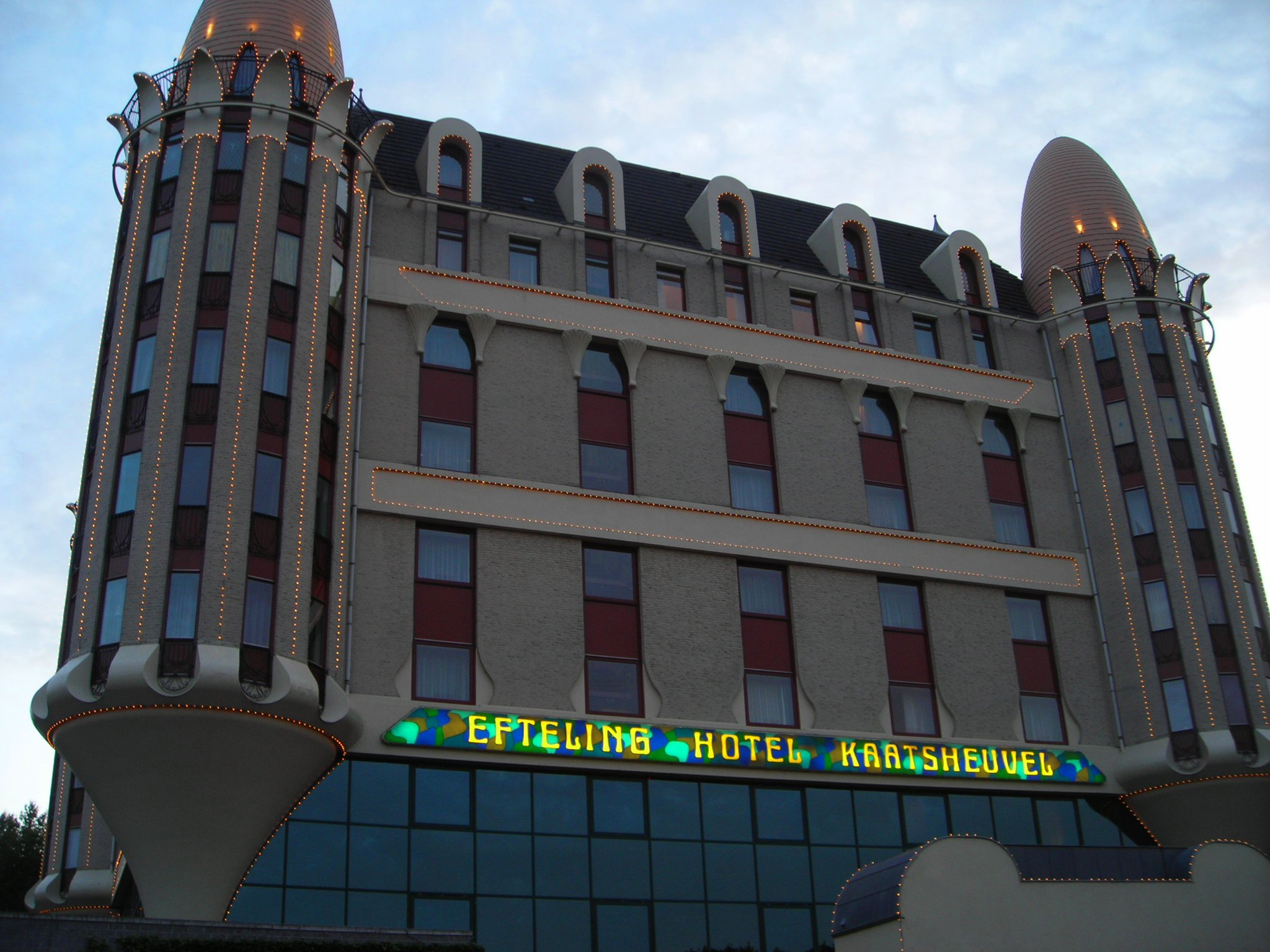
艾夫特琳 酒店
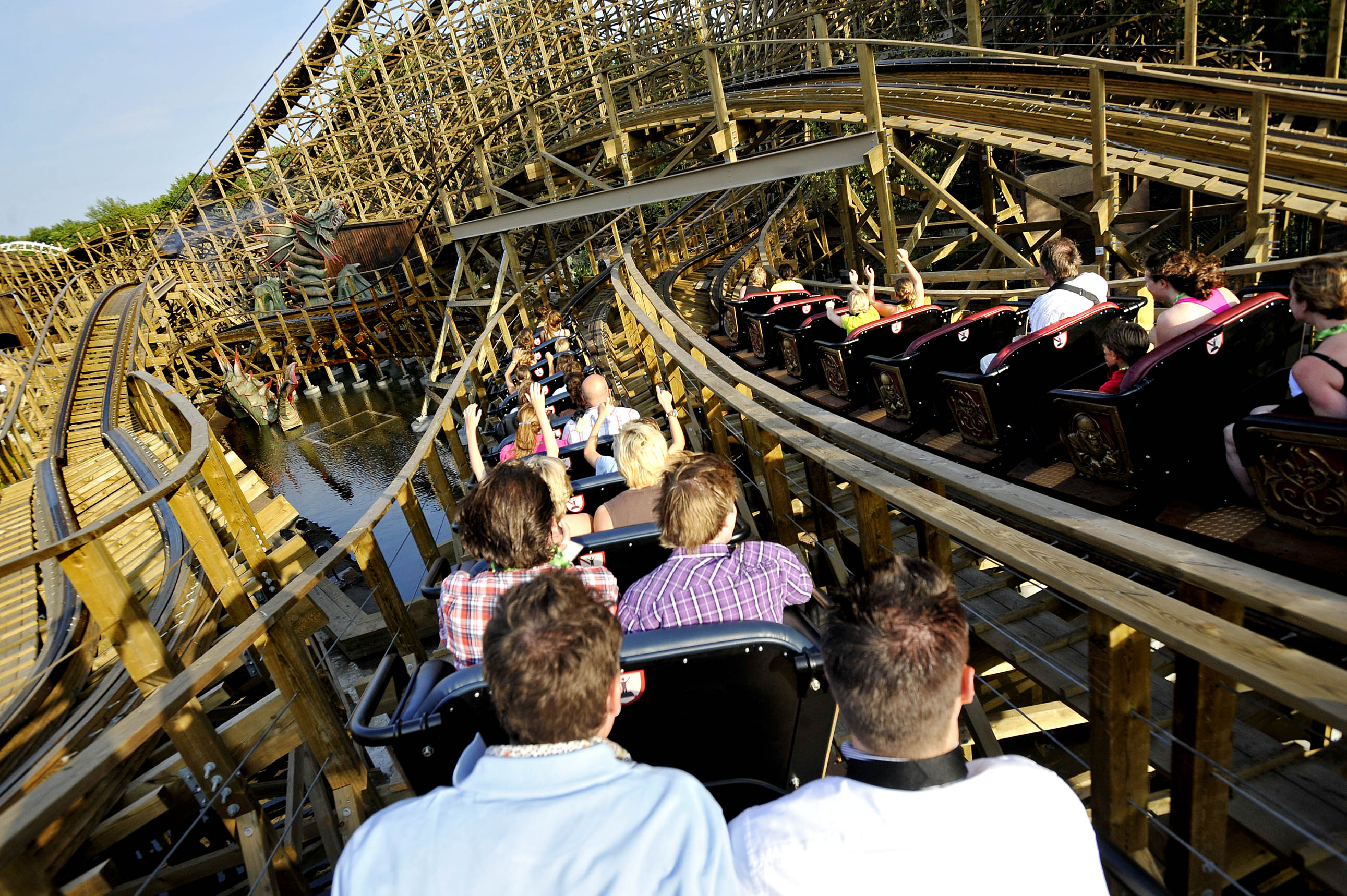
雲霄飛車 乔治与恶龙 (圣乔治)
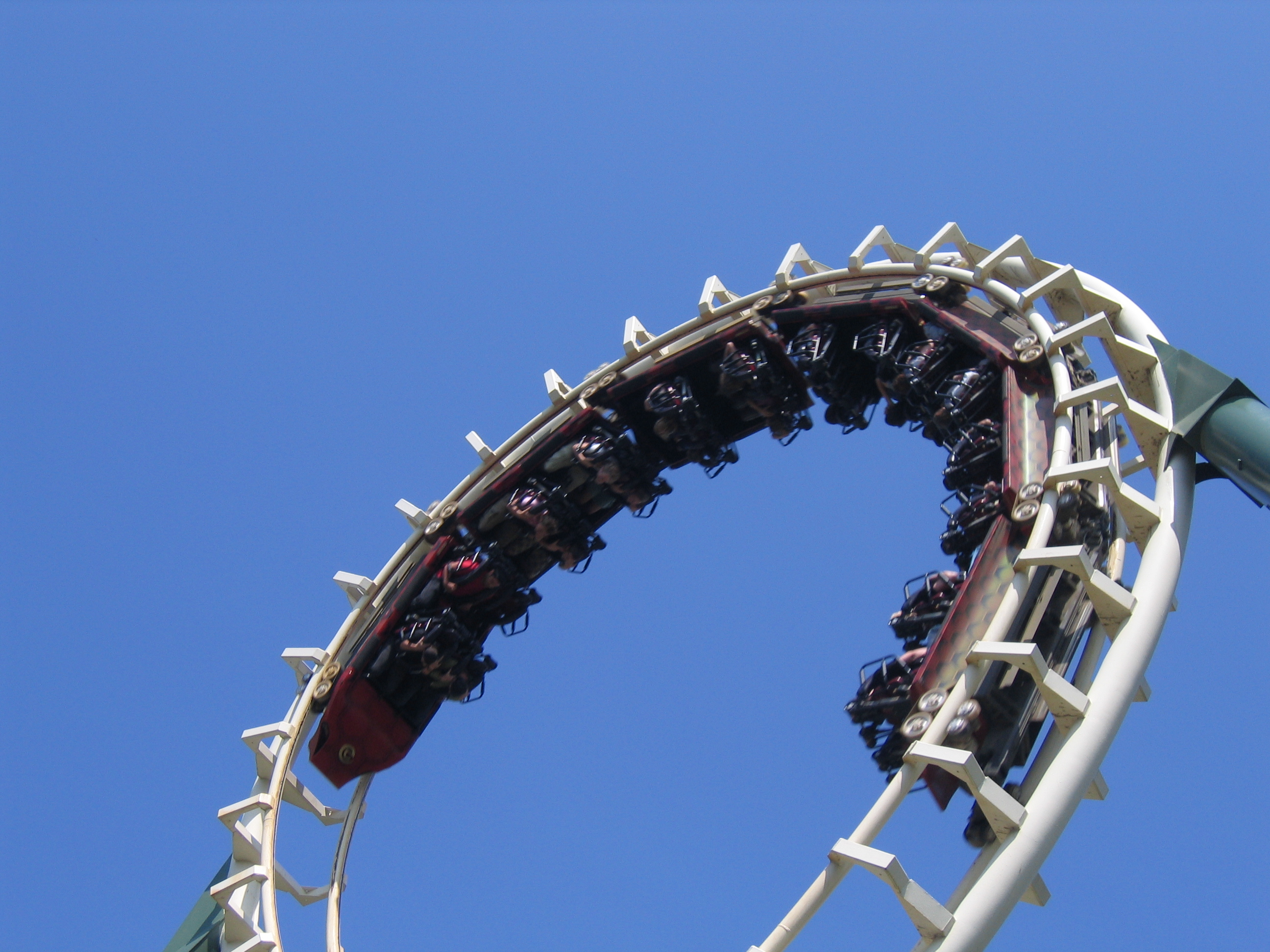
蟒屬 (Python)

### 引用
1. ↑  .   [2016-06-05]. （原始内容存档于2021-01-16）.
2. ↑  .   [2016-06-05]. （原始内容存档于2020-10-27）.
3. ↑  .   [2016-06-05]. （原始内容存档于2019-09-09）.
4. ↑  .   [2016-06-05]. （原始内容存档于2021-02-28）.
5. ↑  .   [2016-06-05]. （原始内容存档于2019-12-04）.
6. ↑  .   [2016-06-05]. （原始内容存档于2016-04-20）.

## 外部連結
- （中文） 官方网站
- 优酷网 （页面存档备份，存于）
- 艾夫特琳 holland.com/cn
- 荷兰主题公园艾夫特琳建园六十周年永葆童真(组图) （页面存档备份，存于） helanonline.cn
- 艾夫特琳(Efteling) 乐园游客突破一亿
- Google地图